# Kvinde på spring
Kvinde på spring (originaltitel I Don't Know How She Does It) er en amerikansk komediefilm med Sarah Jessica Parker og Pierce Brosnan i hovedrollerne.

## Medvirkende
- Sarah Jessica Parker
- Pierce Brosnan
- Greg Kinnear